# Башня бессмертия

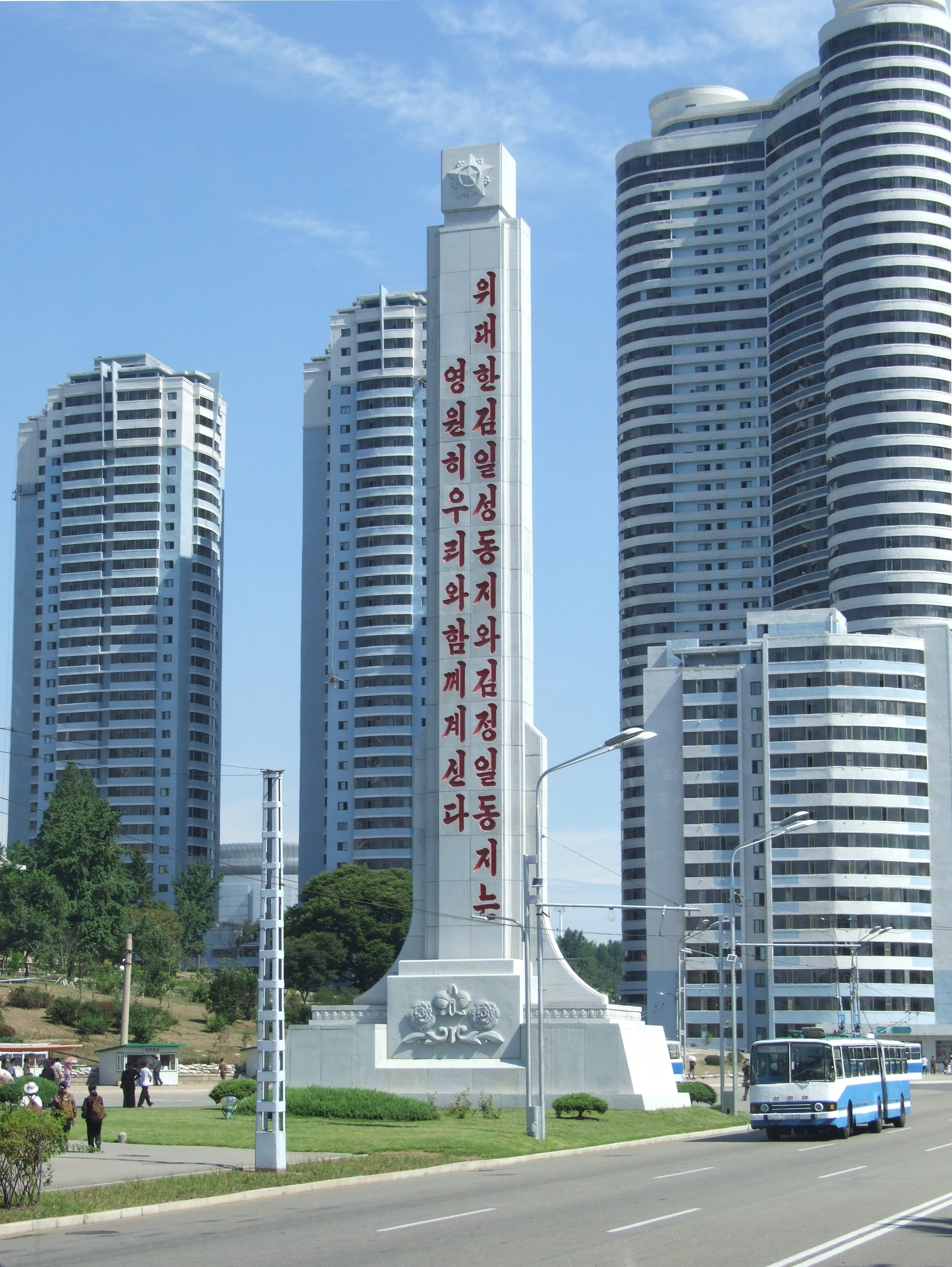
Одна из башен бессмертия на улице Сынни в Пхеньяне

Башни бессмертия, обелиски вечной жизни (кор. 영생탑?, 永生塔?, Ёнсэнтхап) — обелиски, установленные в честь «Вечного президента КНДР» Ким Ир Сена и «Великого руководителя» Ким Чен Ира в Северной Корее и за её пределами. Башни бессмертия встречаются в разных уголках по всей Северной Корее, а также в северокорейских трудовых лагерях на Дальнем Востоке России. Монументы являются выражением культа личности, установившегося в КНДР вокруг её умерших руководителей.
Башни представляют собой обелиски с высеченными на них спереди и сзади памятными надписями. Внешний вид каждой из башен своеобразен, все они могут отличаться по форме, высоте, оформлению, типу конструкции и содержанию надписей. В то время как большое количество подобных обелисков уже существовало в память о Ким Ир Сене, после смерти Ким Чен Ира в 2011 году были возведены новые башни в память уже о нём.

## Известные башни
В северокорейской столице расположены три башни бессмертия. Первая располагается на улице Кымсон, две другие на улицах Сынни и Сэсаллим. Еще одна башня, идентичная башне на улице Сынни, расположена неподалеку от пхеньянского цирка на улице Кванбок. Башни установлены и в других больших и малых городах страны, таких как Хамхын, Кэсон, Расон, Саривон, Хыннам и других. Также известно о существовании, по крайней мере в прошлом, башен бессмертия в северокорейских трудовых лагерях на Дальнем Востоке России в окрестностях города Тында и села Унаха Амурской области.

### Башня на улице Кымсон
Одна из наиболее известных башен бессмертия, известная как Монумент вечной жизни в честь президента Ким Ир Сена, располагается в начале улицы Кымсон. Башня была возведена в 1997 году в память о Ким Ир Сене, умершем тремя годами ранее. Обелиск расположен на постаменте высотой 10,5 метров, представляющем собой двухпролётную арку через которую пролегает улица Кымсон, ведущая к Мавзолею Ким Ир Сена и Ким Чен Ира. Высота башни составляет 82 метра. На обеих сторонах башни имеются бронзовые рельефные надписи. Изначально в данных надписях был упомянут лишь «Вечный президент» Ким Ир Сен, однако после смерти Ким Чен Ира они были изменены и сейчас обелиски содержат имена обоих северокорейских руководителей. Надпись на монументе гласит:
위대한 김일성동지와 김정일동지는 영원히 우리와 함께 계신다
Великие товарищи Ким Ир Сен и Ким Чен Ир пребывают с нами вечно.
На внешней стороне постамента расположены барельефы в виде цветов азалии и звезда диаметром 3 метра.

### Башня на улице Сынни
Еще одна известная башня бессмертия в память о Ким Ир Сене и Ким Чен Ире расположена в центре Пхеньяна на улице Сынни. Высота башни составляет приблизительно 35 метров. На башне высечена памятная надпись красными буквами, которая гласит:
위대한 김일성동지와 김정일동지는 영원히 우리와 함께 계신다
Великие товарищи Ким Ир Сен и Ким Чен Ир пребывают с нами вечно.

### Башня в городе Тында Амурской области
На территории администрации северокорейских трудовых лагерей в России, расположенной в городе Тында на Дальнем Востоке России, установлена башня бессмертия. Конструкция башни в Тынде значительно проще конструкций тех башен, которые установлены в КНДР. Если, к примеру, в Пхеньяне башни сделаны из камня, то в северокорейских лагерях в России башни сооружены из обычных металлоконструкций. В нижней части монумента находятся изображения цветов и, чуть выше, изображение дома, где родился Ким Ир Сен. На основной части башни расположена надпись красными буквами, гласящая:
위대한 수령 김일성동지는 영원히 우리와 함께 계신다
Великий Вождь Ким Ир Сен пребывает с нами вечно.

### Башня в селе Унаха Амурской области
В заброшенном трудовом лагере в окрестностях села Унаха ранее (в 2009 году) располагалась башня бессмертия, идентичная башне в Тынде. В связи с тем, что лагерь был покинут, от башни остались лишь металлоконструкции. Надпись на монументе была выполнена также красными буквами и гласила:
위대한 수령 김일성동지는 영원히 우리와 함께 계신다
Великий Вождь Ким Ир Сен пребывает с нами вечно.